# 古賀秀正
古賀 秀正（こが ひでまさ、1919年（大正8年）2月22日 - 1945年（昭和20年）8月15日）は、日本の陸軍軍人。最終階級は陸軍少佐。東條英機は義父にあたる。

## 経歴
佐賀県出身。1939年（昭和14年）9月に陸軍士官学校（52期）を64番/508名で卒業、同年11月に砲兵少尉に任官し、野戦砲兵第4連隊留守隊附となる。その後は陸軍砲工学校普通科、防空学校教導連隊を経て、1944年（昭和19年）7月に陸軍大学校（58期）を卒業した。卒業と同時に近衛第一師団参謀に補され、同年12月には陸軍少佐に進級した。
また、陸大在学中の1943年（昭和18年）に、東條英機首相（当時）の次女・満喜枝と結婚し、1男をもうけた。
終戦時に宮城事件に状況上やむを得ず関与することとなったが、クーデターは未遂となり、1945年8月15日正午過ぎの玉音放送の終了直前に、近衛第一師団司令部2階に安置された森赳師団長の遺骸の前で、拳銃と軍刀を用い自決した。26歳没。